# Liquid Tension Experiment Live 2008 – Limited Edition Boxset
A Liquid Tension Experiment Live 2008 – Limited Edition Boxset az amerikai Liquid Tension Experiment 2009-ben megjelent gyűjteményes koncertanyaga, mely a Lazy Tomato Entertainment kiadásában látott napvilágot, és Mike Portnoy YtseJam Records kiadóján keresztül vált hozzáférhetővé. A limitált példányszámban megjelenő box szett a korábban megjelent koncert CD-ket és DVD-ket tartalmazta, valamint egy improvizációkat tartalmazó bónusz CD-t. A csomag tartalma.:
- Liquid Tension Experiment Live in NYC (2CD)
- Liquid Tension Experiment Live in NYC (1 DVD)
- Liquid Tension Experiment Live in LA (2 CD)
- Liquid Tension Experiment Live in LA (DVD)
- Liquid Tension Experiment Live in LA (Blu-Ray)
- LTE Bonus Disc (1 CD)
- When the Keyboard Breaks: Live in Chicago (1 CD)
- 24 oldalas füzetkönyv

## Számlista

### Liquid Tension Experiment Live in NYC
1. Acid Rain (9:25)
2. Kindred Spirits (8:00)
3. Biaxident (7:39)
4. Freedom of Speech (9:00)
5. Improv Jam #1 (8:10)
6. Another Dimension (10:51)
7. State of Grace (6:20)
8. Universal Mind (9:36)
9. When the Water Breaks (16:49)
10. Improv Jam #2 (11:31)
11. Rhapsody in Blue (13:49)
12. Osmosis (3:43)
13. Paradigm Shift (9:31)

### Liquid Tension Experiment Live in LA
1. Acid Rain (10:43)
2. Kindred Spirits (7:53)
3. Biaxident (7:34)
4. Freedom of Speech (8:54)
5. Improv Jam #1 (8:21)
6. Another Dimension (10:31)
7. State of Grace (6:00)
8. Universal Mind part 1 (3:36)
9. Keyboard Solo (5:19)
10. Universal Mind part 2 (3:46)
11. When the Water Breaks (17:52)
12. Improv Jam #2 (13:03)
13. Rhapsody in Blue (13:34)
14. Osmosis (5:52)
15. Paradigm Shift (9:17)

### When the Keyboard Breaks: Live in Chicago
1. Universal Mind (2:20)
2. The Chicago Blues & Noodle Factory(7:03)
3. Fade Away or Keep Going? (5:03)
4. The Haunted Keyboard (9:34)
5. Close Encounters of the Liquid Kind (15:13)
6. Ten Minute Warning(5:55)
7. That 'Ol Broken Down Keyboard Blues (6:34)
8. Liquid Anthrax (4:55)
9. That's All Folks! (2:12)

### LTE Bonus Disc
1. NYC (Early Show) Improv Jam #1 (6:54)
2. NYC (Early Show) Improv Jam #2 (7:41)
3. NEARfest Improv Jam #1 (3:42)
4. NEARfest Improv Jam #2 (5:43)
5. Chicago Improv Jam #1 (7:58)
6. San Francisco Improv Jam #1  (10:41)
7. San Francisco Improv Jam #2 (13:17)

## Közreműködők
- Tony Levin – basszusgitár, Chapman Stick
- Mike Portnoy – dob
- John Petrucci – gitár
- Jordan Rudess – billentyűs hangszerek